# Abd-al-Aziz
|  | Per a altres significats, vegeu «Abd-al-Aziz (desambiguació)». |

Abd-al-Aziz (àrab: عبد العزيز, ʿAbd al-ʿAzīz) és un nom masculí teòfor àrab islàmic que literalment significa ‘Servidor del Poderós’, essent «el Poderós» un dels epítets de Déu. Si bé Abd-al-Aziz és la transcripció normativa en català del nom en àrab clàssic, també se'l pot trobar transcrit Abdelaziz, Abdulaziz, Abd al-Aziz... normalment per influència de la pronunciació dialectal o seguint altres criteris de transliteració. Com a teòfor, també el duen molts musulmans no arabòfons que l'han adaptat a les característiques fòniques i gràfiques de la seva llengua: bosnià: Abdul Aziz; turc: Abdülaziz.